# مجدي تراوي
.

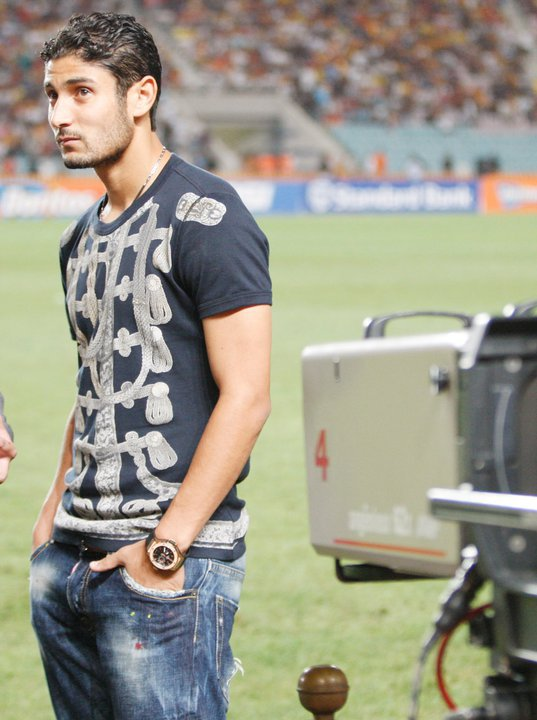
مجدي تراوي

مجدي تراوي، من مواليد 13 ديسمبر 1983 ولاية سوسة، لاعب كرة قدم تونسي.
لعب مع النجم الرياضي الساحلي منذ 2002 ولعب كذلك مع الترجي ومنتخب تونس لكرة القدم.

## روابط خارجية
- مجدي تراوي على موقع الاتحاد الدولي (مؤرشف)  (الإنجليزية)
- مجدي تراوي على موقع الاتحاد الأوربي (الإنجليزية)
- مجدي تراوي على موقع قاعدة بيانات كرة القدم.إي يو (الإنجليزية)
- مجدي تراوي على موقع ناشيونال فوتبول تيمز (الإنجليزية)
- مجدي تراوي على موقع عالم كرة القدم.نت (الإنجليزية)
- مجدي تراوي على موقع كووورة
- مجدي تراوي على موقع أوليمبيديا (الإنجليزية)